# Declieuxia cacuminis
Declieuxia cacuminis är en måreväxtart som beskrevs av Johannes Müller Argoviensis. Declieuxia cacuminis ingår i släktet Declieuxia och familjen måreväxter.

## Underarter
Arten delas in i följande underarter:
- D. c. cacuminis
- D. c. decurrens
- D. c. glabra